# DG Flugzeugbau
DG Flugzeugbau GmbH é uma fabricante alemã de planadores e peças de material compósito. Sua sede fica em Bruchsal no estado de Baden-Württemberg.
A empresa foi fundada em 1973 por Gerhard Glaser e Wilhelm Dirks com o nome Glaser-Dirks Flugzeugbau GmbH
A empresa Glaser-Dirks produziu os seguintes planadores:
- DG-100;
- DG-200;
- DG-300;
- DG-400;
- DG-500;
- DG-600.

## História
Em 1978 foi feita uma aliança com a Elan Company da Slovenia para aumentar a capacidade de produção. A cooperação terminou em 2006.
Em 2000 a DG Flugzeugbau construiu uma nova fábrica e se mudou para o aeródromo de Bruchsal.
Em 2003 a DG adquiriu os bens da Rolladen Schneider incluindo a marca e os projetos da LS.
Em 2009 a companhia propôs uma controversa taxa anual aos donos de aeronaves que haviam sido construídas pelos seus predecessores falidos. Essa taxa foi justificada como para manter a documentação que é necessária a fim de manter a aeronavegabilidade das aeronaves que a DG não construiu.
Em 2010 a companhia expandiu oficialmente a produção para artigos diferentes de planadores. Desde então sé oferecida uma grande variedade de artigos de compósito e serviços de engenharia.
Em 2015 a Academia da Força Aérea Brasileira encomendou 10 planadores modelo DG-1001Club para treinamento de voo.

## Planadores em produção
A DG Flugzeugbau produz atualmente:
- DG-808;
- DG-1000;
- Rolladen-Schneider LS8;
- LS10.

## Propriedade
A companhia Glaser-Dirks estava com problemas financeiros em 1996 porque o motor planejado para o modelo DG-800B não estava mais disponível e não se encontrava um substituto. Os bens da companhia que estava falida foram comprados por Friedel Weber e sua mulher Eva-Marie Weber. Eles fundaram a companhia "DG Flugzeugbau GmbH". Dirks ficou como chefe de projeto até o ano de 2012 e foi sucedido por Jelmer Wassenaar. Friedel Weber e Holger Back estão atualmente na gerência da companhia.